# 窪田康夫
窪田 康夫（くぼた やすお）は元文化放送、元ラジオ関東（現・ラジオ日本）の初代アナウンサー。

## 来歴
元々は文化放送のアナウンサーであったが、1958年にラジオ関東の初代アナウンサーとして移籍。開局日の12月24日には開局を知らせる放送のアナウンスを担当し、ラジオ関東の第一声は彼の声から始まった。
開局の翌年（1959年）、『ラジオ日本 土曜・日曜競馬実況中継』の開始に伴い競馬実況アナウンサーに転向。それまでスタジオ番組を担当していたのが、いきなり競馬場で実況中継を行う事になり、番組立ち上げ前は不安で右往左往していた旨のエピソードを、2008年末に放送されたラジオ日本の開局50周年特番『ラジオ日本50時間スペシャル』内、「競馬中継50年〜あなたが選ぶ名馬名勝負〜」に出演した際に語っている。
ハイセイコーブーム以降は、レース実況の中心を後輩の林洋右や樋口忠正に譲って、1980年代頃に競馬中継からは離れていった。

## 主な実況歴
GIレース
- 皐月賞（1965年、1967年～1973年）
- 天皇賞 (春)（1969年、1971年）
- 優駿牝馬（1968年）
- 東京優駿（1967年～1973年、1980年）
- 菊花賞（1964年、1968年、1970年）
- 天皇賞 (秋)（1967年、1969年～1973年）
- 有馬記念（1967年、1969年、1970年）

その他
- アメリカジョッキークラブカップ（1969年）
- 目黒記念（1971年）
- 弥生賞（1968年、1970年）
- スプリングステークス（1970年、1973年）
- セントライト記念（1967年、1969年、1973年）

## 関連人物
- 島碩弥
- 林洋右
- 樋口忠正
- 山田透
- 加藤裕介